# Santuario di Sant'Anna (Cilavegna)
Il santuario di Sant'Anna è un santuario cattolico che si trova nel comune di Cilavegna, in provincia di Pavia, in Lombardia. L'edificio è l'unico santuario non mariano in tutta la Lomellina, in quanto dedicato a Sant'Anna.
Il Santuario accoglie ogni 26 luglio una festa che celebra la Santa, unendo lo spirituale, con la tradizionale messa cantata e la benedizione dei campi, ai festeggiamenti più popolareschi, come lo spettacolo pirotecnico serale.
Durante l'anno scolastico 2017/2018 tre studenti si sono occupati del sito, ponendolo all'attenzione del "Fondo Ambiente Italiano" attraverso un progetto di valorizzazione dei beni del territorio.

## Storia

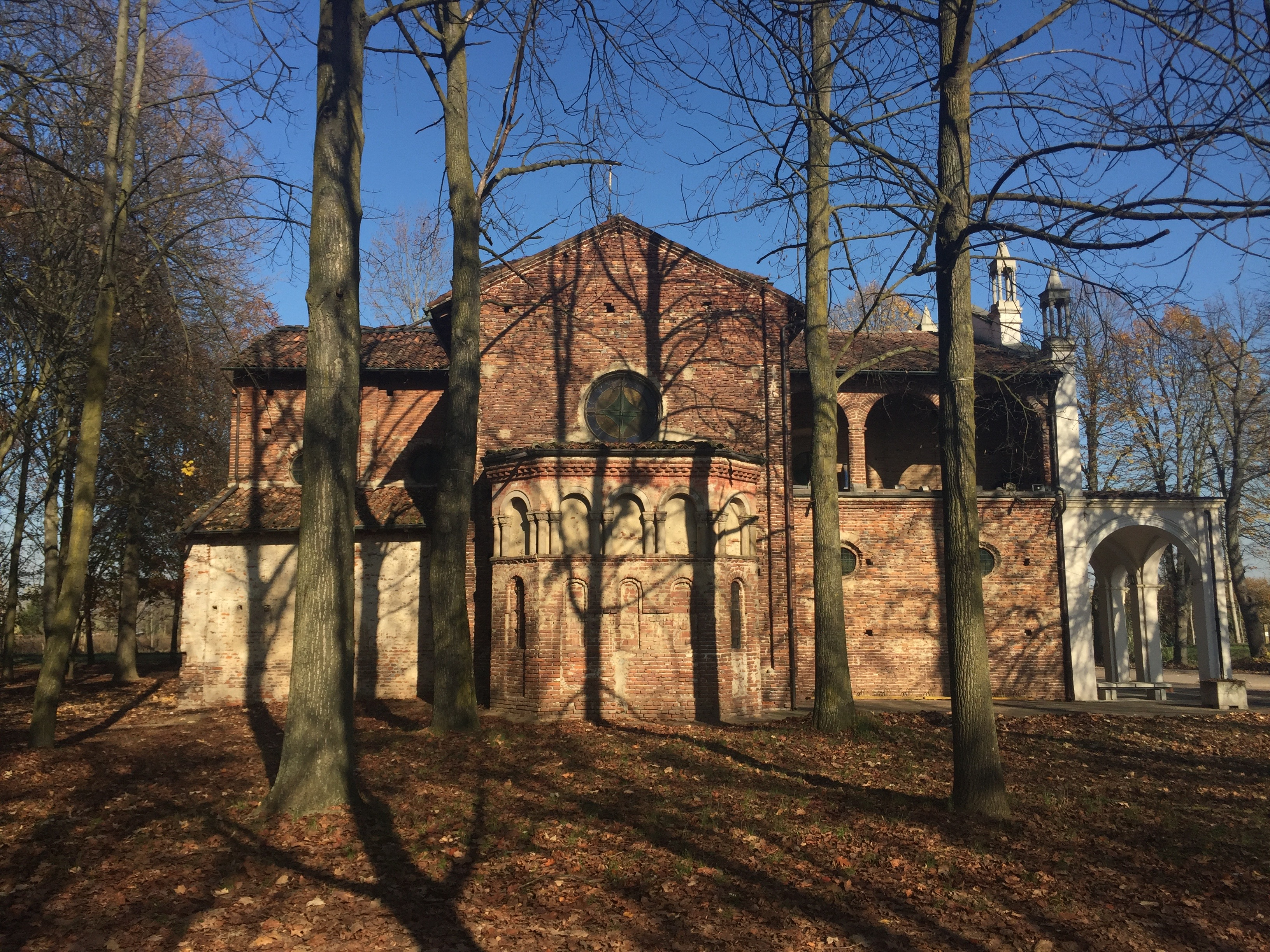
Lato sinistro del Santuario

La storia del Santuario è un dedalo di storie e leggende popolari che vengono tramandate da secoli. Si narra che nel XVI secolo un affresco di Sant'Anna fosse incastonato in una piccola Cappelletta Votiva nelle campagne Cilavegnesi, ma che, con la spartizione dei terreni con i novelli comuni limitrofi di Parona e Albonese, passò al Comune di Parona. I Cilavegnesi, però, devoti alla santa, decisero di trafugare l'affresco e di riportarlo a Cilavegna, edificando una chiesetta per proteggere il loro tesoro: nacque così la prima chiesetta di Sant'Anna, all'epoca chiamata "Gesiolo della Calderlina", data la vicinanza con la cascina omonima.
Il santuario rischiò di essere demolito due volte: la prima nel 1671 per ordine del Vicario Generale di Pavia che ordinò di trasferire l'affresco nella chiesa parrocchiale e di demolire la cappella campestre, affinché si prevenissero furti e profanazioni. I Cilavegnesi, allora, acquistarono paramenti e arredi, restaurarono alcune parti e resero più sicura l'area circostante, nominando un Eremita, il romito, preposto alla cura del santuario (gli "eremiti della Calderlina" erano ordinati e investiti del sacro abito dal Padre Guardiano del Convento di San Francesco di Santa Maria della Guardia in Vigevano); la seconda volta che il santuario rischio la demolizione fu nel 1871 a causa degli scavi del ramo del canal Cavour, il canale Quintino Sella. Il pericolo fu scongiurato deviando il corso d'acqua.

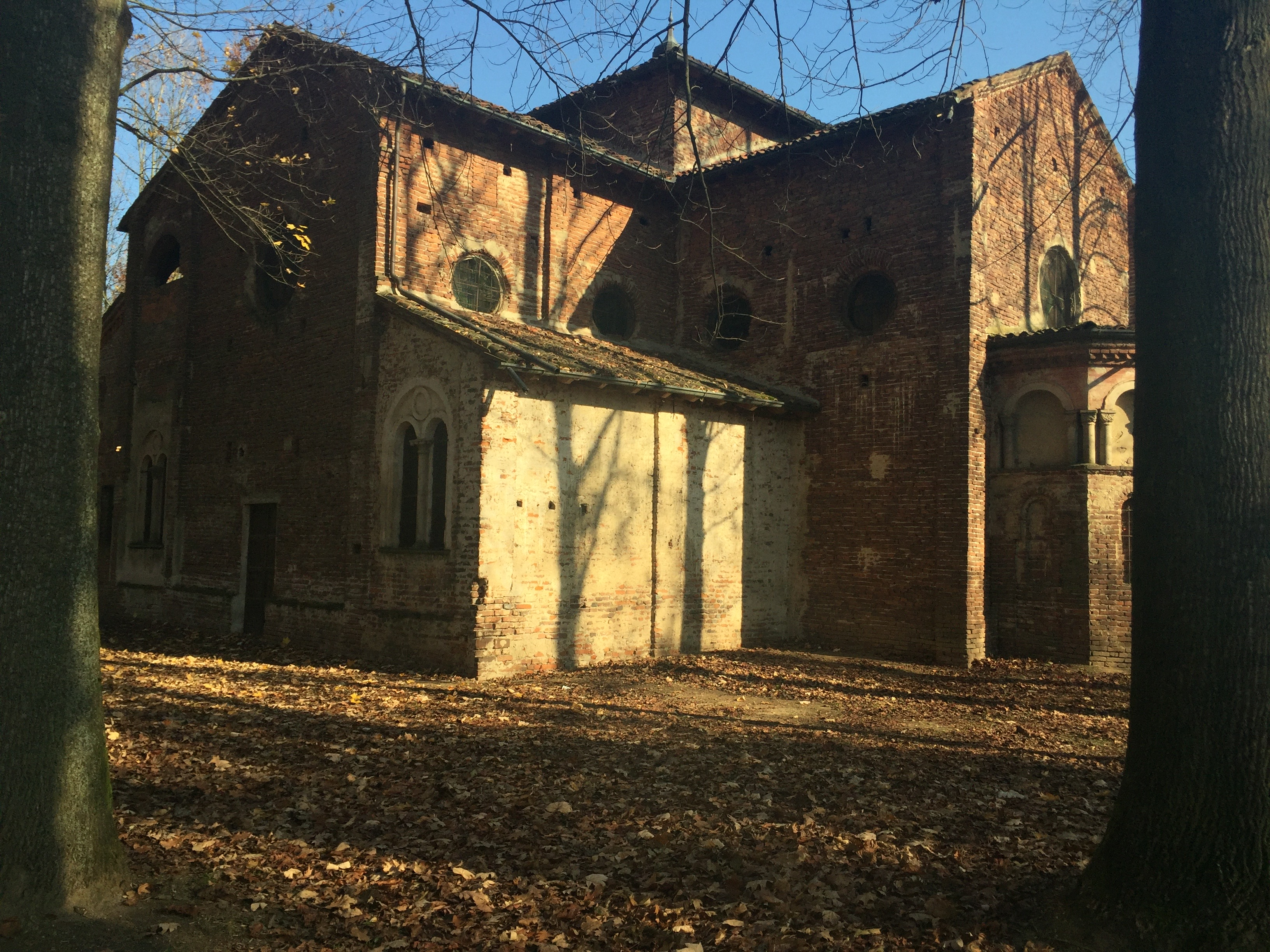
Retro del Santuario

Nel 1719 l'Eremita, Frate Agostino Zuccola, ottenne dalla curia il permesso di celebrare sacre funzioni nel Santuario e il 26 luglio dello stesso anno, solennità dei Santi Anna e Gioacchino, si celebrò la prima festa di Sant'Anna. Alcuni documenti narrano una solenne Messa Cantata, una processione attraverso i campi con aspersione dell'acqua di San Giulio “ad patendam pluvium” e una festa contadina con lancio conclusivo di mortaretti; questa tradizione, dopo 300 anni, non è cambiata.
I fedeli e la devozione alla Santa aumentavano e nel 1889 si procedette all'ampliamento dell'edificio su disegno del Sacerdote Giovanni Delconsole. La parte antica costituisce la navata media anteriore, come si deduce dai confronti della muratura all'esterno e dalla sagoma barocca delle vele soprastanti le finestre. L'ampliamento conferì alla chiesa uno stile romanico a croce greca imperfetta, con tre navate nel braccio anteriore. L'altare maggiore di marmo e muratura fu arretrato all'incrocio dei travetti inserendovi la porzione dell'antico muro che racchiude il famoso affresco. Nei bracci laterali vennero realizzati due altari dedicati alle Apparizioni di Lourdes e a Santa Rita da Cascia, ora altare della "Natività di Maria".
I restauri continuarono e continuano ancora oggi: nel 1914 il pittore vigevanese Francesco Villa decorò l'interno della chiesetta e ultimò l'altare maggiore e all'inizio del XX secolo fu demolito l'antico portico d'ingresso sostituendolo con una facciata in uno stile architettonico totalmente diverso, lasciandola spoglia di stucchi e decorazioni, costituita da un porticato ad archi, un rosone, e cinque guglie sulle due falde della parte alta.

## Elementi artistici

### L'affresco di Sant'Anna
L'affresco risale al secolo XVI e alcuni storici locali l'hanno attribuito alla scuola di Gaudenzio Ferrari. Non esistono documenti che ci forniscono dati certi su quest'opera né sono presenti autografi o simboli che possano aiutarci a risalire alla data di realizzazione o all'autore.
L'opera si presenta come un ritratto di famiglia, in cui troviamo la Beata Vergine Maria seduta nel centro con Gesù Bambino, ai lati i genitori Sant'Anna e San Gioacchino e il piccolo Giovanni Battista. La Beata Vergine indossa un abito rosaceo e un velo blu; il rosa a rappresentare l'eterno, simbolo della maternità,  mentre il blu simboleggia la santità di cui è rivestita. In grembo vediamo Gesù Bambino nudo. A destra di Maria vediamo Sant'Anna in preghiera e sulla sinistra San Gioacchino appoggiato al bastone. Entrambi indossano abiti verdi e marrone chiaro, simboli di speranza, fertilità e soprattutto umiltà. In basso a sinistra un piccolo Giovanni Battista, abbraccia un agnellino e una croce con un nastro su cui è scritto ecce Agnus Dei. L'affresco venne collocato nell'altare maggiore nel 1889, incorniciato e protetto con un vetro. Nel primo ‘900 a Maria e a Gesù erano state apposte delle corone metalliche, che furono sottratte durante un furto.

### L'altare maggiore e il presbiterio
Dal 1977 al centro del presbiterio si trova l'altare maggiore in legno intagliato, arricchito da sei preziose statue: nelle quattro nicchie troviamo San Pietro Apostolo, il Sacro Cuore di Gesù, il Sacro Cuore di Maria e Santa Lucia, mentre sull'altare ci sono due angeli ceriferi.

### L'altare della grotta di Lourdes
Alla sinistra dell'altare maggiore è presente una maestosa grotta in calcestruzzo che ricorda la Grotta delle apparizioni di Lourdes. Nel 2003 le statue originali raffiguranti Santa Bernadette e la Beata Vergine Maria furono rubate, ma prontamente si intervenne per sostituirle; qualche mese dopo il furto un contadino trovò in un campo un braccio della statua rubata di Bernadette, ora esposto in una teca e venerato come reliquia a ricordo di quell'oltraggio.

### L'altare della Natività di Maria
Alla destra dell'altare maggiore i Cilavegnesi avevano eretto l'altare di Santa Rita da Cascia che racchiudeva un prezioso dipinto che, purtroppo, fu rubato. Nel 2005 venne realizzata una nuova tela raffigurante “la Natività di Maria” e questa prese il posto del vecchio altare.